# Yellow Magic Orchestra
Yellow Magic Orchestra (YMO) foi uma banda japonesa de música eletrônica, formada na cidade de Tóquio em 1978, por Haruomi Hosono (baixo, teclado, vocal), Yukihiro Takahashi (bateria, vocal principal) e Ryuichi Sakamoto (teclado, vocal). Sendo inicialmente concebida para ser apenas um projeto de estúdio, para criar um álbum que fundisse o exotismo orientalista com a música eletrônica moderna. Alcançaram o segundo lugar na lista dos 100 melhores músicos do Japão da HMV. O grupo é considerado inovador no campo da música eletrônica popular. 

## História

### 1976-1978: Primeiros anos e formação.
Antes da formação do grupo, Sakamoto experimentava equipamentos de música eletrônica na "Universidade Nacional de Belas Artes e Música de Tóquio" (na qual ele entrou em 1970) incluindo sintetizadores como: Buchla, Moog e ARP.
Hosono, após a dissolução da sua banda Happy End em 1972, envolveu-se na gravação de vários rocks eletrônicos, incluindo o album de pop rock do Yōsui Inoue denominado Kōri no Sekai (1973) e no álbum de rock psicodélico progressivo do Osamu Kitajima denominado Benzaiten (1974), ambos  usavam sintetizadores, guitarras, baixo e, no segundo, bateria eletrônica e máquinas de ritmo, também na mesma época, o "quarto membro". Muitos dos métodos e técnicas desenvolvidos por Tomita e Matsutake durante o início da década de 1970 seriam empregados na Yellow Magic Orchestra.
Sakamoto trabalhou pela primeira vez com Hosono como membro de sua banda ao vivo em 1976, enquanto Yukihiro Takahashi recrutou Sakamoto para produzir sua primeira gravação solo em 1977, após a separação do Sadistic Mika Band. Hosono convidou os dois para trabalhar em seu álbum "Paraiso", que incluía canções eletrônicas produzidas usando vários equipamentos eletrônicos. A banda foi batizada de "Harry Hosono and the Yellow Magic Band" como uma sátira da obsessão do Japão com magia negra na época, e no final de 1977 eles começaram a gravar Paraiso, que foi lançado em 1978. Os três trabalharam juntos novamente no álbum Pacific, que incluiu uma versão inicial da música "Cosmic Surfin". Hosono e Sakamoto também trabalharam juntos ao lado de Hideki Matsutake no início de 1978 no álbum experimental “Hosono Cochin Moon”, com fusão de música eletrônica com música indiana, incluindo a canção "Hum Ghar Sajan", no estilo "synth raga". No mesmo ano, Sakamoto lançou seu próprio álbum solo, "The Thousand Knives", experimentando uma fusão similar entre música eletrônica e música tradicional japonesa. Hosono também contribuiu para uma das canções de Sakamoto. "Thousand Knives" também foi notável por seu uso precoce do microprocessador baseado no sequenciador de música Roland MC-8, com Matsutake como seu programador musical para o álbum. 
Enquanto Sakamoto trabalhava em Thousand Knives, Hosono planejava uma banda instrumental, com potencial de alcançar o sucesso em territórios não japoneses, e convidou Tasuo Hayashi, da "Tin Pan Alley", e Hiroshi Sato - mas recusaram.
Então Hosono, Sakamoto e Takahashi juntaram-se novamente para formar a Yellow Magic Orchestra. Em julho de 1978, começaram a gravar o álbum. A banda foi inicialmente concebida como um projeto de estúdio, a ideia era produzir um álbum com a fusão do exotismo orientalista com eletrônica moderna, como uma subversão de orientalismo e exotização.
1978-1983: O sucesso nacional e internacional
O álbum homônimo da banda, Yellow Magic Orchestra, de 1978, foi um sucesso e o projeto de estúdio se transformou em uma banda de turnê completa e carreira para seus três membros. O álbum contou com o uso da tecnologia dos computadores (junto com sintetizadores) que, de acordo com a Billboard, permitiu ao grupo criar um novo som que não era possível até então. Após o lançamento do álbum Yellow  Magic  Orchestra, uma apresentação ao vivo no Roppongi Pit Inn foi vista por executivos da A & M Records dos EUA que estavam no processo de estabelecer um acordo de parceria com a Alfa Records. Isso levou a oferta de um acordo internacional para a YMO, quando (no início de 1979) os três membros decidiram que o grupo teria prioridade sobre suas carreiras solo. O hit internacional mais popular do álbum foi "Firecracker", que seria lançado como single no ano seguinte e novamente como "Computer Game", que se tornou um sucesso nos Estados Unidos e na Europa. 
Após um acordo de publicidade com a Fuji Cassette, o grupo provocou um boom na popularidade da música pop eletrônica, chamada "technopop" no Japão, onde tiveram um efeito semelhante ao dos Beatles e Merseybeat na Grã-Bretanha nos anos 60. Por algum tempo, YMO foi a banda mais popular do Japão. Em sucesso solo, Akiko Yano (mais tarde casada com Sakamoto) juntou-se à banda em suas apresentações ao vivo no final dos anos 1970 e início dos anos 1980, mas não participou das gravações do estúdio. Por outro lado, o trio YMO contribuiu em seus álbuns e fizeram parte das suas apresentações ao vivo, durante esses mesmos anos. O lendário guitarrista inglês Bill Nelson, que havia dissolvido Be-Bop Deluxe e Red Noise para explorar mais recentemente o próprio Electropop, também tocou no Naughty Boys (1983) da YMO, e na sua variante l Naughty Boys Instrumental (1984) e nos projetos solo de Yukihiro Takahashi.
Fazendo uso abundante de novos sintetizadores, samplers, sequenciadores, baterias eletrônicas, computadores e tecnologia de gravação digital, assim como a utilização de letras estilo cyberpunk cantadas principalmente em inglês, eles estenderam sua popularidade e influência além do Japão.
Solid State Survivor, lançado em 1979, foi a melhor gravação da YMO no Japão, conquistando o prêmio de Melhor Álbum de 1980 no Japan Record Awards. Ele apresentava letras em inglês de Chris Mosdell, cujos temas de ficção frequentemente descreviam uma condição humana alienada por futuros distópicos, muito parecido com o emergente movimento cyberpunk na ficção naquela época. Um dos maiores singles do álbum, e um dos maiores hits internacionais da banda, foi "Behind the Mask", que a YMO produziu pela primeira vez em 1978 para um comercial de relógios de pulso de quartzo Seiko, e depois para Solid State Survivor com letras escritas por Chris Mosdell. A canção foi posteriormente revista por Michael Jackson, que adicionou novas letras e pretendia incluí-la em seu álbum Thriller. Apesar da aprovação do compositor Sakamoto e do letrista Chris Mosdell, ela acabou sendo removida do álbum devido a problemas legais com a gerência da YMO. A versão de Jackson nunca foi lançada até seu primeiro disco póstumo, Michael, apesar de suas letras adicionais terem sido incluídas nas versões posteriores da música de Greg Phillinganes, Eric Clapton e Ryuichi Sakamoto em seu álbum  solo de 1986, Media Bahn Live.  O Solid State Survivor incluiu várias canções computadorizadas de synth rock, incluindo uma versão cover mecanizada de "Day Tripper" dos Beatles.
Seu segundo álbum, "Solid State Survivor", vendeu mais de 2 milhões de discos em todo o mundo. Em 1980, a YMO tornou-se o grupo mais popular do Japão, onde eles se apresentavam para lotar multidões. Seu primeiro álbum ao vivo, Public Pressure, estabeleceu um recorde no Japão, alcançou o topo das paradas e vendeu 250.000 cópias em duas semanas, enquanto o próximo álbum de estúdio X∞Multiplies tinha 200.000 pré-encomendas antes do lançamento. No mesmo ano, seus álbuns Solid State Survivor e X∞Multiplies alcançaram os dois primeiros lugares nas paradas da Oricon por sete semanas consecutivas, fazendo da YMO a única banda na história das paradas japonesas a conseguir esse feito.
A música de 1980 "Multiplies" foi um experimento inicial em ska eletrônico. O X∞Multiplies foi seguido pelo álbum BGM de 1981. "Rap Phenomena" do álbum foi uma tentativa inicial de rap eletrônico.
Eles também tiveram sucesso semelhante no exterior, tocando para multidões, com bilheterias esgotadas durante as turnês nos Estados Unidos e na Europa. O single "Computer Game" vendeu 400.000 cópias nos Estados Unidos e alcançou o 17º lugar nas paradas do Reino Unido. O grupo também realizou "Firecracker" e "Tighten Up" ao vivo no programa de televisão Soul Train.

## Discografia

### Singles
- 1979 - Firecracker (US)
- 1979 - Yellow Magic (Tong Poo) (UK)
- 1979 - Technopolis (Japan)
- 1979 - La Femme Chinoise (UK)
- 1980 - Computer Game (UK, Italy, Spain)
- 1980 - Rydeen (Japan 1982, UK)
- 1980 - Behind the Mask (UK, US, Italy)
- 1980 - Nice Age (UK, Holland)
- Tighten Up (Japanese Gentlemen Stand Up Please)

(Their version of the Archie Bell & the Drells hit; 1980, US, Japan; 1981, UK)
- 1981 - Cue (Japan)
- 1981 - Mass (Japan)
- 1982 - Taiso (Australia, Japan)
- 1982 - Pure Jam (Spain)
- 1983 - Kimi ni Munekyun (Japan)
- 1983 - Kageki na Shukujo (Japan)
- 1983 - Ishin Denshin (You've Got To Help Yourself) (Japan)
- 1983 - Every Time I Look Around (I Hear The Madmen Call) (Holland)
- 1992 - Reconstructions EP (UK)
- 1993 - Pocketful of Rainbows (Japan)
- 1983 - Be A Superman (Japan)
- 2007 - Rydeen 79/07 (Japan) - Digital download release: 10th March 2007, CD release: 22nd August 2007.

### Álbuns de estúdio
- 1978 - Yellow Magic Orchestra (Japan Mix - versão original no Japão);

- 1979 - Yellow Magic Orchestra (versão nos Estados Unidos);

- 1979 - Solid State Survivor;

- 1981 - BGM;
- 1981 - Technodelic;
- 1983 - Naughty Boys;
- 1983 - Naughty Boys Instrumental;
- 1983 - Service
- 1993 - Technodon.

### Álbuns ao vivo
- 1980 - Public Pressure;
- 1984 - After Service;
- 1991 - Faker Holic (Transatrantic Tour 1979);
- 1992 - Complete Service Mixed By Brian Eno;
- 1993 - Technodon Live;
- 1993 - Live At The Budokan 1980;
- 1993 - Live At Kinokunya Hall 1978;
- 1995 - Winter Live 1981;
- 1996 - World Tour 1980, e;
- 1997 - Live At The Greek Theatre 1979.

### Álbuns remixados
- 1992 - Hi-tech/No Crime (Yellow Magic Orchestra Reconstructed), compilação de remixes por artistas britanicos.

### Coletâneas
- 1980 - Multiplies (álbum) e Multiplies (mini-álbum), compilação de álbuns com músicas diferentes lançado nos Estados Unidos

- 1984 - Sealed
- 1992 - Kyoretsu Na Rhythm
- 2000 - YMO Go Home! : The Best of Yellow Magic Orchestra, (compiled by Haruomi Hosono)
- 2001 - "One More YMO: The Best of YMO Live" (compiled by Yukihiro Takahashi)
- 2003 - UC YMO: Ultimate Collection of Yellow Magic Orchestra, (compiled by Ryuichi Sakamoto)